# Горошкі-Дуже
Горошкі-Дуже (пол. Horoszki Duże) — село в Польщі, у гміні Сарнаки Лосицького повіту Мазовецького воєводства. Населення — 163 особи (2011).

## Історія
За даними етнографічної експедиції 1869—1870 років під керівництвом Павла Чубинського, у селі Горошки переважно проживали греко-католики, які розмовляли українською мовою.
У 1975—1998 роках село належало до Білопідляського воєводства.

## Демографія
Демографічна структура станом на 31 березня 2011 року:
|          | Загалом | Допрацездатний вік | Працездатний вік | Постпрацездатний вік |
| -------- | ------- | ------------------ | ---------------- | -------------------- |
| Чоловіки | 78      | 16                 | 52               | 10                   |
| Жінки    | 85      | 12                 | 47               | 26                   |
| Разом    | 163     | 28                 | 99               | 36                   |